# اگوا بلانکا (لا ریوجا)
اگوا بلانکا (لا ریوجا) (به اسپانیایی: Agua Blanca (La Rioja)) یک منطقهٔ مسکونی در آرژانتین است که در ایالت لا ریوخا، آرژانتین واقع شده‌است.